# Lingxia, Zhejiang
Lingxia (kinesiska: 岭下镇) är en köpinghuvudort i Kina. Den ligger i provinsen Zhejiang, i den östra delen av landet, omkring 140 kilometer söder om provinshuvudstaden Hangzhou. Antalet invånare är 11 697. Befolkningen består av 5 567 kvinnor och 6 130 män. Barn under 15 år utgör 12,0 %, vuxna 15-64 år 74 %, och äldre över 65 år 13,0 %.
Runt Lingxia är det ganska tätbefolkat, med 185 invånare per kvadratkilometer. Närmaste större samhälle är Jinhua, 12,7 km nordväst om Lingxia. I omgivningarna runt Lingxia växer i huvudsak blandskog.
Genomsnittlig årsnederbörd är 2 196 millimeter. Den regnigaste månaden är juni, med i genomsnitt 436 mm nederbörd, och den torraste är januari, med 75 mm nederbörd.